# Индустрија одеће Први мај Пирот
Индустрија одеће Први мај Пирот је текстилна индустрија одеће из Пирота која је радила у периоду од 1959. године до 2012. године.

## Историјат
Средином шездесетих година у Пироту су постојале три занатске задруге: Самостална занатска радња, Терзијско-јорганџијска и Кројачка. Неповезане нису имале изгледа за неки већи успех. Стога су 7. маја 1958. године Општинско веће Пирота и Веће произвођача донела решење о спајању задруга и формирању новог предузећа. На место директора је постављен Драган Николић. Предмет пословања је било: кројење и шивење женских хаљина, мушких и женских одела и рубља, израда капа, постељине, јоргана, душека, униформи и прерада старог текстила. У том периоду је предузеће бројало 74 радника који су радили у старим напуштеним кафанама. Како се посао одвијао, предузеће је почело са шивењем првих „шушкаваца" и испало је да је то прави погодак те су радници ускоро послати на обуку у велике београдске фирме попут „Анђа Ранковић" и „Беко". Прва продавница Првог маја је била названа „Новитет". Прва продавница ван Пирота је отворена у Краљеву.

## Изградња хале
Руководство предузећа је убрзо схватило да не може да се одвија производни рад по кафанама и магацинима, те су брзо делали како би се отворила прва хала. Године 1961. су радници Првог маја организовали радну акцију и раскрчили су растиње на месту где ће касније бити хала предузећа. Како нису имали финансијских средстава, радници и руководство су се бавили грађевином те су тако „никле" две производне хале у септембру 1962. године. Тада су стигле и прве машине за шивење, попут познатих „Сингерица" и „Чепел" машина. Те године је запослено још 300 нових радника. Крајем 1963. ово предузеће броји преко 500 радника, да би после три године имало скоро 900 радника. Хале поново постају тесне, па се размишља о новим погонима за рад. Сарадња са Привредном банком је испала успешна те је нова хала отворена 1968. године. Стара хала је претворена у биоскопску салу, а са новом халом је направљен и ресторан за запослене. Додуше, допринос изградњи ове хале су дали поново радници са својим радним акцијама. 

## Објекти у предузећу
Дана 8. марта 1975. године је отворен Дом културе у склопу Првог маја. Ту су се налазиле: библиотека, музеј, фризерски салон и бифе. Овај простор је пројектовала архитекта Надица Станојевић. 
Само дан раније од отварања Дома културе, отворен је и вртић „Првомајски цвет". Објекат се налази у кругу Предузећа, а дат је на коришћење предшколској установи Пирот „Чика Јова Змај". Ово је уједно и највећи вртић у Пироту. Зграда се састоји од фискултурне сале, ресторана, просторија за спавање и рад и дневни боравак. Право првенства су имали родитељи који су радили у предузећу. 
Изложбени павиљон је један од најлепших објеката у граду. Намена овог објекта је да се у њему одржава стална изложба најновијих одевних предмета које креатори моде и производња припремају за сваку наступајућу модну сезону. 
Због велике потражње на тржишту, морало је да се производи што више робе, а то је значило још више магацина за складиштење робе. Нов магацин за готову робу је отворен и стављен на коришћење 1978. године. Магацин је могао да прими чак 600 000 одела. Има површину од 4 200 метара квадратних. 
Нова хала конфекције „Тека" је отворена 6. септембра 1986. године површине од 13 500 метара квадратних. 
Што се тиче уметности, Први мај је фабрика која је увек имала „арсенал" уметничких дела у парку и у унутрашњости. Током периода од 1968-1990. је постављено 11 мозаика на зидним и подним површинама, 36 скулптура и фонтана, монументални витражи, 14 таписерија, 105 слика, графика и паноа. Парк Предузећа обилује мермерним формама у парку. Скулптура „Радник" аутора Уроша Костића јесте означила почетак уметничког уређења фабрике 1968. године. 

## Изградња фабрика
Осамдесетих година, Први мај Пирот посећују банкари из Београда са политичарима са идејом да финансирају фабрике на југу Србије. Влада је желела да отвори фабрике које претежно имају женску радну снагу. Тада је договорено да се изграде фабрике у местима: Бабушница, Црна Трава, Бор, Бела Паланка, Бујановац и Титова Митровица. Услов руководства Првог маја је био да они не финансирају изградњу већ да држе обуке запосленима и одређују програм производње. Како се удвостручила производња и показала се могућност и нужда за запошљавањем нових радника, 1984. године отвара се нова фабрика трикотаже Први мај. Нова фабрика је имала на коришћење 7500 квадратних метара површине. Неколико година касније, отвара се хала у селу Темска недалеко од Пирота. 

## Продавнице, бутици и модне куће Предузећа
После отварања продавница у Краљеву и Пироту, отворила се још једна продавница у родном граду предузећа. Година 1959. доноси отварања продавница у Лесковцу и Београду. Ређале су се касније и у градовима: Крушевац, Параћин, Власотинце, Пожаревац, Битољ, Зеница, Ужице, Чачак, Скопље, Ваљево. Занимљива је чињеница што су углавном продавнице и бутике водили људи који су кројачи по струци а не трговци. Већ 1985. Први мај држи око 75 продавница и у то време 85% укупног прихода Предузеће остварује преко њих. Године 1968. је била отворена продавница у Франкфурту у Западној Немачкој у робној кући „Нико Клајдунг". Наредне године се отварају продавнице у местима: Осијек, Шид, Бачка Паланка, Врбас, Лесковац, Пирот, Кикинда, Панчево, Вуковар. 1978. године је Први мај бројао 103 локала где је продавана роба. Први бутик у Пироту је Предузеће отворило 1971. године у марту. Седамдесетих година су ницале и модне куће Првог маја. Прва отворена је била у Аранђеловцу 1975. године априла месеца. До краја године је ова модна кућа имала промет од једне милијарде старих динара. у Бања Луци је отворена друга модна кућа 1977. године. У Београду је тек отворена 1979. године са 512 метара квадратних површине близу хотела Славија. Тек 25. маја 1985. године је отворена модна кућа у Пироту а укупна продајна површина овог објекта је 1150 метара квадратних у три нивоа.

## Стечај и крај Предузећа
Предузеће је пало у стечај 2012. као и 2015. године. Продато је словеначкој компанији „Аха Мура" 2012. године што ће касније испасти као грешка. Убрзо је Предузеће поново упало у финансијску кризу те се давао социјални програм запосленима као и отпремнине. Све продавнице су погашене а локали продати. Данас у халама Првог маја послује текстилна компанија „Мирољо". 

## Галерија
- Двориште предузећа Први мај Пирот
- Павиљон у предузећу
- Модел Првог маја
- Модели Првог маја, 1983
- Парк Првог маја
- Радионица Првог маја
- Изложбени простор предузећа Први мај Пирот
- Једна од хала
- Комплекс Предузећа
- Котларница
- Топлана 2022.г.
- Амблем на улазу у некадашњу фабрику 2022.г.
- Скулптура на улазу у некадашњу фабрику 2022.г.